# Николо-Каликино
Николо-Каликино — упразднённое село в Антроповском районе Костромской области России.

## География
Урочище находится в центральной части Костромской области, в подзоне южной тайги, к востоку от реки Еги, на расстоянии приблизительно 8 километров (по прямой) к северо-востоку от посёлка Антропово, административного центра района. Абсолютная высота — 183 метра над уровнем моря.

### Климат
Климат характеризуется как умеренно континентальный, с продолжительной холодной многоснежной зимой и коротким сравнительно тёплым летом. Среднегодовая температура воздуха — 2,5 °C. Средняя температура воздуха самого холодного месяца (января) — −12,6 °C (абсолютный минимум — −38 °C); самого тёплого месяца (июля) — 18,2 °C (абсолютный максимум — 36 °С). Годовое количество атмосферных осадков — 500—550 мм, из которых большая часть выпадает в тёплый период.

## История
В «Списке населенных мест Костромской губернии по сведениям 1870-72 годов» населённый пункт упомянут как село Каликино Чухломского уезда, расположенное при прудах, в 35 верстах от уездного города. В Каликине насчитывалось 12 дворов и проживало 50 человек (22 мужчины и 28 женщин). Действовало волостное правление.
В 1907 году в селе, входившем в состав Каликинской волости, имелось 8 дворов и проживало 33 человека.
Упразднено не позднее 1981 года.

## Достопримечательности
В урочище находится храмовый комплекс  конца XVIII – первой четверти XIX вв. включающий в себя:
- Церковь Николая Чудотворца
- Церковь Рождества Богородицы
- Ограду с южными и северными воротами
- Церковно-приходскую школу.

Является архитектурным памятником регионального значения.